# Maximo Kausch
 (septembre 2018).
Maximo Kausch est un alpiniste de nationalité britannique, né le 23 mars 1981 en Argentine et résidant au Brésil. Il est l'alpiniste ayant atteint le plus grand nombre de sommets de plus de 6 000 m (74 en janvier 2017), son objectif étant de gravir les 104 sommets de Andes dépassant 6 000 m.

## Biographie
Maximo est né en Argentine et a grandi au Brésil où il découvre l'escalade puis l'alpinisme. Il devient guide et travaille pour une agence qui organise des expéditions en Himalaya puis fonde sa propre société. Il est guide de haute montagne et organisateur d'expéditions principalement dans les Andes et en Himalaya. Il consacre une partie de son temps à organiser des voyages dont il reverse les bénéfices à des associations venant en aide aux populations locales en difficulté.
En 2012 il a établi lui-même une liste de 104 sommets dépassant l'altitude de 6 000 m dans les Andes. Il consacre son temps libre à gravir les sommets de cette liste. Ce projet l'a amené à plusieurs performances notables. Durant l'année 2012 il atteint 30 sommets de plus de 6 000 m en deux mois, il progresse seul et effectue les transitions à moto. Son parcours suit la frontière du Chili en direction du sud entre l'Aucanquilcha et le Cerro Bonete Chico. Maximo a gravi les 15 sommets de plus de 6 000 m de Bolivie (projet terminé en août 2014), les 39 sommets de la liste situés au Chili et les 43 situés en Argentine (projets achevés en décembre 2017). Il a aussi réalisé la première ascension de cinq sommets andins de plus de 5 000 m.